# Émile Féron

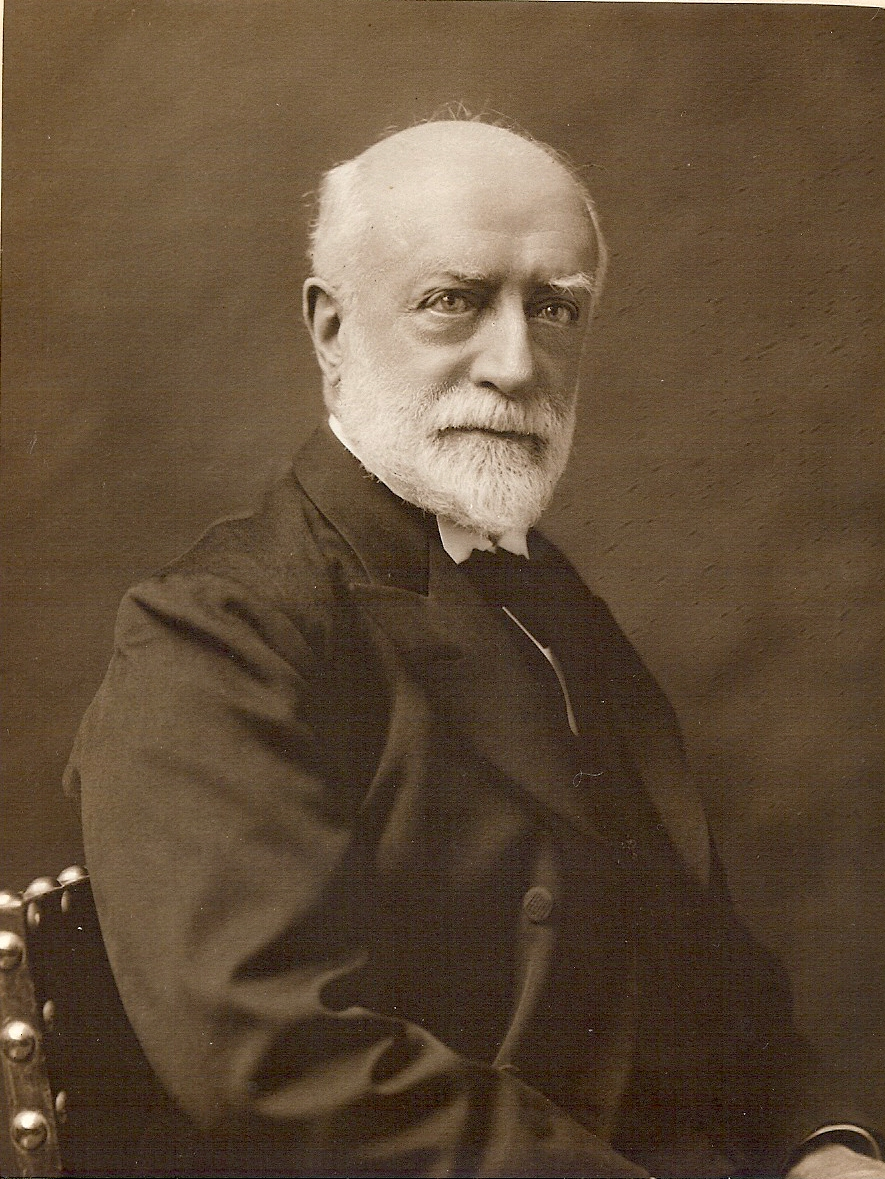
Emile Féron

Émile Joseph Antoine Féron (Brussel, 11 juni 1841 - Sint-Genesius-Rode, 31 december 1918) was een Belgisch advocaat en volksvertegenwoordiger.

## Biografie
Émile Féron promoveerde in 1863 tot doctor in de rechten aan de Université libre de Bruxelles. Hij was zijn leven lang advocaat in Brussel. 
Hij werd bij herhaling verkozen tot liberaal volksvertegenwoordiger voor het arrondissement Brussel:
- van 1880 tot 1884,
- van 1892 tot 1894,
- van 1900 tot 1912.

Hij behoorde tot wat binnen de liberale partij de linkervleugel werd genoemd, waar Paul Janson een van de leiders van was. Dit was de groep die mee aan de wieg zou staan van de Belgische Werkliedenpartij. Féron was voor de uitbreiding van het stemrecht en was een hevig verdediger van Élisée Reclus in de strijd die rond deze professor werd gevoerd in de ULB, hetgeen de stichting van de Université nouvelle de Bruxelles tot gevolg had.
Hij was ook gemeenteraadslid van Sint-Gillis (1879-1890).
Féron was actief in liberaal-vrijzinnige middens:
- lid van de Société La Réforme,
- stichter en directeur van het Brussels opinieblad La Réforme,
- medestichter (1863) en voorzitter van La Libre Pensée,
- medestichter (1864) van de Ligue de l'Enseignement,
- lid van de vrijmetselaarsloge Les Amis Philanthropes.

Hij trouwde in 1864 met Virginie Franchomme (1839-1922). Ze kregen zes zoons en een dochter, waaronder Maurice Féron, advocaat, volksvertegenwoordiger en senator. Zijn dochter Léa Féron trouwde met premier Paul-Émile Janson. Kleindochter Madeleine Féron trouwde met Alfred Errera, kleindochter Laure Féron trouwde met dichter Odilon-Jean Périer en Auguste-Sidoine Gérard en kleindochter Gabrielle Féron trouwde met jurist Maurice Cornil.